# Christopher Cornelsen

Christopher Cornelsen, 2015

Christopher Cornelsen (* in Hamburg) ist ein deutscher Filmproduzent.

## Leben und Wirken
Christopher Cornelsen ist ein Sohn des in Jamaika geborenen und in London berühmt gewordenen Altsaxophonisten Joe Harriott.
Aufgewachsen in Hamburg, studierte er nach der Schule an der HfbK Hamburg visuelle Kommunikation und drehte dort während des Studiums Musikvideos – unter anderem für das Musikvideo-Magazin Für eine Handvoll D-Mark.
Seine Laufbahn begann er bei der VAP-Video Art Produktion GmbH in Hamburg als Aufnahmeleiter und Produktionsleiter. Hier realisierte er Musikvideos in der Produktion und als Regisseur  (Verdammt, ich lieb’ Dich 1990). Danach arbeitete er als Cutter-Assistent, Aufnahmeleiter und Produktionsleiter bei verschiedenen Werbefilmproduktionen. Daran anschließend wechselte er in den szenischen Bereich, wo er als Produktionsleiter und Herstellungsleiter für das Studio Hamburg und für die Filmakademie Baden-Württemberg arbeitete. An der Filmakademie Baden-Württemberg war er als Produktionsleiter mitverantwortlich für den 2007 mit dem Studenten-Oscar prämierten Film Nimmermeer von Toke Constantin Hebbeln. 2014 wechselt er von Hamburg nach Berlin und schloss sich als Geschäftsführer und Produzent der Tucano Film an. Parallel gründete er die Cornelsen Films GmbH, mit der er bis heute zahlreiche Kurz- und Spielfilme realisierte.
Seit 2021 arbeitet Cornelsen zusätzlich als Dozent an der privaten Filmhochschule SAE Creative Media Institute in Berlin.

## Filmographie
- 1987: Soilent Green – TV-Rocker (Musikvideo)
- 2002: DJ Rocco – Drop The Bass (Musikvideo), Regie: Christopher Cornelsen
- 2003: DJK – I (Musikvideo), Regie: Christopher Cornelsen
- 2008: Draußen am See (Kinospielfilm), Regie: Felix Fuchssteiner
- 2009: Killing Bee – 3D Trailer (AT) (Kurzspielfilm), Regie: Raymond Boy
- 2009: Das Spiel des Lebens (Kurzspielfilm), Regie: Anna Levinson
- 2010: Frühlingserwachen (Kurzspielfilm), Regie: Anna Levinson
- 2010: Berlin Dance Battle – 3D Trailer (Kurzspielfilm), Regie: Robert Franke
- 2011: Streetdance – Tanzen ist pure Leidenschaft (Reportage), Regie: Robert Franke
- 2011: Still Awake (AT) (Kurzspielfilm), Regie: Anna Levinson
- 2012: India Blues (Spielfilm), Regie: George Markakis
- 2013: Heimatstern (Kurzspielfilm), Regie: Robert Bittner
- 2013: Simplify Your Soul (Spielfilm), Regie: Markus Boestfleisch
- 2013: Berlin Dance Battle – A Streetdance Journey (3D) (Kinospielfilm), Regie: Robert Franke, Christopher Cornelsen
- 2014: Childrens Show (Kinospielfilm), Regie: Roderick Cabrido
- 2014: 37 (Kinospielfilm), Regie: Chris Brügge
- 2015: Nos Petites Morts (AT) (Kurzspielfilm), Regie: Holger Badura
- 2016: Truth Hurts – Live im Adagio Berlin (Konzert-Aufzeichnung), Regie: Heissam Hartmann
- 2018: Kia and Cosmos (Kinospielfilm), Regie: Sudipto Roy
- 2018: Der letzte Mieter (Kinospielfilm), Regie: Gregor Erler
- 2018: 16 Frauen (Dokumentarfilm), Regie: Bahar Ebrahim
- 2019: Ex (Kinospielfilm), Regie: George Markakis
- 2020: #Cafe 2022 (Kurzspielfilm), Regie: Sudipto Roy
- 2020: DJ Mitzuko – Bellator (Musikvideo), Regie: George Markakis
- 2020: Arboretum (Spielfilm); Regie: Julian Richberg
- 2021: Aphasie (AT)(Spielfilm), Regie: Dominik Balkow
- 2021: Hamburg Blues (AT)(Teaser/Spielfilmkonzept), Regie: Jan Frers
- 2021: Zombie Spa (AT)(Teaser/Serienkonzept), Regie: Til Obladen
- 2021: Als Susan Sontag im Publikum saß (Kinodokumentarfilm), Regie: Rolf Peter Kahl (RP Kahl)
- 2021: Under Spanish Skies, aka: Before El Finâ (AT)(Spielfilm), Regie: Nathan Buck
- 2021: Sangre (Spielfilm), Regie: Juan Schnitmann
- 2022: Benches of Berlin – Schönheit der Krise (Dokuserie), Regie: Timo Jacobs
- 2022: White Rabbits, (Kurzspielfilm), Regie: Shehab Gamal
- 2022: Emma and Angel (AT)(Spielfilm), Regie: R. Arvind
- 2023: Digital Life, (Kinospielfilm) Regie: Malte Wirtz
- 2023: Nur eine Nacht in Tel Aviv, (Kinospielfilm) Regie: Malte Wirtz
- 2024: Imposters and Ponies (Kinospielfilm), Regie: Timo Jacobs
- 2024: Monster on a Plane (Kinospielfilm), Regie: Ezra Tsegaye